# Soriso
Soriso ([so-rì-zo]; Soris [sʊ'ri:z] in piemontese) è un comune italiano di 719 abitanti della provincia di Novara in Piemonte. 

## Società

### Evoluzione demografica
Abitanti censiti

## Amministrazione
Di seguito è presentata una tabella relativa alle amministrazioni che si sono succedute in questo comune.
| Periodo          | Periodo        | Primo cittadino         | Partito                               | Carica  | Note  |
| ---------------- | -------------- | ----------------------- | ------------------------------------- | ------- | ----- |
| 10 novembre 1987 | 7 giugno 1993  | Giuliano Alliata        | Democrazia Cristiana                  | Sindaco | [ 5 ] |
| 7 giugno 1993    | 28 aprile 1997 | Giuliano Alliata        | Democrazia Cristiana                  | Sindaco | [ 5 ] |
| 28 aprile 1997   | 14 maggio 2001 | Giuliano Alliata        | centro                                | Sindaco | [ 5 ] |
| 14 maggio 2001   | 30 maggio 2006 | Felice Carlomaria Monti | centro-sinistra                       | Sindaco | [ 5 ] |
| 29 maggio 2006   | 16 maggio 2011 | Felice Monti            | centro-sinistra                       | Sindaco | [ 5 ] |
| 16 maggio 2011   | 4 ottobre 2021 | Augusto Cavagnino       | lista civica: Soriso viva vivi Soriso | Sindaco | [ 5 ] |
| 4 ottobre 2021   | In carica      | Felice Monti            | Lista civica                          | Sindaco |       |